# Дитионат рубидия
Дитионат рубидия — неорганическое соединение, 
соль щелочного металла рубидия и дитионовой кислоты
с формулой Rb2S2O6,
бесцветные кристаллы,
растворяется в воде.

## Получение
- Обменная реакция с дитионатом бария:

{\displaystyle {\mathsf {BaS_{2}O_{6}+Rb_{2}CO_{3}\ {\xrightarrow {}}\ Rb_{2}S_{2}O_{6}+BaCO_{3}\downarrow }}}
{\displaystyle {\mathsf {BaS_{2}O_{6}+Rb_{2}SO_{4}\ {\xrightarrow {}}\ Rb_{2}S_{2}O_{6}+BaSO_{4}\downarrow }}}

## Физические свойства
Дитионат рубидия образует прозрачные кристаллы
тригональной сингонии,
пространственная группа P 321,
параметры ячейки a = 1,002 нм, c = 0,635 нм, Z = 3,
структура типа дитионата калия K2S2O6
.
Кристаллы обладают пьезоэлектрическим эффектом.
Растворяется в воде.

## Химические свойства
- Разлагается при нагревании:

{\displaystyle {\mathsf {Rb_{2}S_{2}O_{6}\ {\xrightarrow {T}}\ Rb_{2}SO_{4}+SO_{2}\uparrow }}}